# Leixões Sport Club
Il Leixões Sport Club, o semplicemente Leixões, è una società società polisportiva portoghese con sede nella città di Matosinhos, nota principalmente per la sua sezione calcistica, che milita nella Segunda Liga, la seconda divisione portoghese.

## Storia
Il Leixões Sport Club fu fondato nel 1907: è una delle società sportive più antiche del Portogallo. Anche se non è molto conosciuto in Europa, negli anni sessanta vinse la Coppa di Portogallo (contro il Porto nel 1961) e partecipò regolarmente alle competizioni europee. Alla fine degli anni settanta sparì nelle serie minori portoghesi, cadendo nel dimenticatoio, ma nel 2002 ritornò alla ribalta, battendo lo Sporting Braga nella semifinale della Coppa di Portogallo e assicurandosi così un posto in finale e nella Coppa UEFA della stagione successiva. Nel 2003 fu eliminato al primo turno di Coppa UEFA e si aggiudicò il campionato di seconda divisione, guadagnando la promozione in Liga de Honra. Nel 2007, 18 anni dopo la retrocessione, è tornato nella Superliga, il massimo campionato portoghese.

## Organico

### Rosa 2024-2025
Aggiornata al 18 gennaio 2025.
| N. |                           | Ruolo | Calciatore         |
| -- | ------------------------- | ----- | ------------------ |
| 1  | Portogallo (bandiera)     | P     | Ricardo Moura      |
| 4  | Serbia (bandiera)         | D     | Nemanja Ćalasan    |
| 5  | Brasile (bandiera)        | D     | Isaque Gavioli     |
| 6  | Costa d'Avorio (bandiera) | C     | Evrad Zagbayou     |
| 7  | Portogallo (bandiera)     | C     | Moisés Conceição   |
| 9  | Brasile (bandiera)        | A     | Rafael Martins     |
| 10 | Portogallo (bandiera)     | C     | Erivaldo           |
| 11 | Portogallo (bandiera)     | C     | André André        |
| 12 | Portogallo (bandiera)     | D     | Jean Felipe        |
| 13 | Portogallo (bandiera)     | D     | Coronas            |
| 17 | Guinea-Bissau (bandiera)  | C     | Agostinho          |
| 18 | Portogallo (bandiera)     | D     | Miguel Ângelo      |
| 19 | Portogallo (bandiera)     | A     | Rúben Araújo       |
| 20 | Portogallo (bandiera)     | C     | Tomás Couto        |
| 21 | Costa d'Avorio (bandiera) | C     | Ben Traoré         |
| 23 | Brasile (bandiera)        | D     | Henrique           |
| 24 | Francia (bandiera)        | P     | Quentin Beunardeau |

| N. |                           | Ruolo | Calciatore      |
| -- | ------------------------- | ----- | --------------- |
| 27 | Portogallo (bandiera)     | C     | Fabinho         |
| 28 | Portogallo (bandiera)     | C     | Tiago Morais    |
| 29 | Portogallo (bandiera)     | D     | Joel Ferreira   |
| 30 | Portogallo (bandiera)     | C     | Thalis          |
| 37 | Svizzera (bandiera)       | C     | João Oliveira   |
| 51 | Serbia (bandiera)         | P     | Igor Stefanović |
| 61 | Portogallo (bandiera)     | D     | João Amorim     |
| 66 | Portogallo (bandiera)     | D     | João Meira      |
| 70 | Portogallo (bandiera)     | C     | Rafael Freitas  |
| 77 | Mali (bandiera)           | C     | Régis N'Do      |
| 79 | Nigeria (bandiera)        | A     | Arome Idache    |
| 87 | Portogallo (bandiera)     | P     | Ricardo Ribeiro |
| 91 | Portogallo (bandiera)     | C     | Ricardo Valente |
| 97 | Brasile (bandiera)        | D     | Brunão          |
|    | Portogallo (bandiera)     | D     | Hugo Basto      |
|    | Costa d'Avorio (bandiera) | D     | Abdel Diarra    |
|    | Costa d'Avorio (bandiera) | C     | Emmanuel Dasse  |

### Rosa 2023-2024
Aggiornata al 11 settembre 2023.
| N. |                           | Ruolo | Calciatore         |
| -- | ------------------------- | ----- | ------------------ |
| 1  | Portogallo (bandiera)     | P     | Ricardo Moura      |
| 4  | Serbia (bandiera)         | D     | Nemanja Ćalasan    |
| 5  | Brasile (bandiera)        | D     | Isaque Gavioli     |
| 6  | Costa d'Avorio (bandiera) | C     | Evrad Zagbayou     |
| 7  | Portogallo (bandiera)     | C     | Moisés Conceição   |
| 9  | Brasile (bandiera)        | A     | João Marcos        |
| 10 | Portogallo (bandiera)     | C     | Erivaldo           |
| 11 | Portogallo (bandiera)     | C     | Paulinho           |
| 13 | Portogallo (bandiera)     | D     | Coronas            |
| 17 | Guinea-Bissau (bandiera)  | C     | Agostinho          |
| 18 | Portogallo (bandiera)     | D     | Miguel Ângelo      |
| 19 | Portogallo (bandiera)     | A     | Rúben Araújo       |
| 20 | Portogallo (bandiera)     | C     | Tomás Couto        |
| 21 | Costa d'Avorio (bandiera) | C     | Ben Traoré         |
| 23 | Brasile (bandiera)        | D     | Henrique           |
| 24 | Francia (bandiera)        | P     | Quentin Beunardeau |

| N. |                           | Ruolo | Calciatore      |
| -- | ------------------------- | ----- | --------------- |
| 27 | Portogallo (bandiera)     | C     | Fabinho         |
| 28 | Portogallo (bandiera)     | C     | Tiago Morais    |
| 29 | Portogallo (bandiera)     | D     | Joel Ferreira   |
| 30 | Portogallo (bandiera)     | C     | Thalis          |
| 37 | Svizzera (bandiera)       | C     | João Oliveira   |
| 44 | Georgia (bandiera)        | A     | Avto            |
| 51 | Serbia (bandiera)         | P     | Igor Stefanović |
| 61 | Portogallo (bandiera)     | D     | João Amorim     |
| 66 | Portogallo (bandiera)     | D     | João Meira      |
| 70 | Portogallo (bandiera)     | C     | Rafael Freitas  |
| 79 | Nigeria (bandiera)        | A     | Arome Idache    |
| 87 | Portogallo (bandiera)     | P     | Ricardo Ribeiro |
| 91 | Portogallo (bandiera)     | C     | Ricardo Valente |
| 97 | Brasile (bandiera)        | D     | Brunão          |
|    | Costa d'Avorio (bandiera) | D     | Abdel Diarra    |
|    | Costa d'Avorio (bandiera) | C     | Emmanuel Dasse  |

### Rosa 2022-2023
Aggiornata al 15 ottobre 2022.
| N. |                           | Ruolo | Calciatore       |
| -- | ------------------------- | ----- | ---------------- |
| 1  | Portogallo (bandiera)     | P     | Ricardo Moura    |
| 4  | Serbia (bandiera)         | D     | Nemanja Ćalasan  |
| 5  | Brasile (bandiera)        | D     | Isaque Gavioli   |
| 6  | Costa d'Avorio (bandiera) | C     | Evrad Zagbayou   |
| 7  | Portogallo (bandiera)     | C     | Moisés Conceição |
| 9  | Brasile (bandiera)        | A     | Zé Eduardo       |
| 10 | Portogallo (bandiera)     | C     | Erivaldo         |
| 11 | Portogallo (bandiera)     | C     | Paulinho         |
| 13 | Portogallo (bandiera)     | D     | Coronas          |
| 17 | Guinea-Bissau (bandiera)  | C     | Agostinho        |
| 18 | Portogallo (bandiera)     | D     | Miguel Ângelo    |
| 19 | Portogallo (bandiera)     | A     | Rúben Araújo     |
| 20 | Portogallo (bandiera)     | C     | Tomás Couto      |
| 21 | Costa d'Avorio (bandiera) | C     | Ben Traoré       |
| 23 | Portogallo (bandiera)     | C     | Kiki Silva       |

| N. |                           | Ruolo | Calciatore         |
| -- | ------------------------- | ----- | ------------------ |
| 24 | Francia (bandiera)        | P     | Quentin Beunardeau |
| 27 | Portogallo (bandiera)     | C     | Fabinho            |
| 28 | Portogallo (bandiera)     | C     | Tiago Morais       |
| 29 | Portogallo (bandiera)     | D     | Joel Ferreira      |
| 30 | Portogallo (bandiera)     | C     | Thalis             |
| 37 | Svizzera (bandiera)       | C     | João Oliveira      |
| 51 | Serbia (bandiera)         | P     | Igor Stefanović    |
| 61 | Portogallo (bandiera)     | D     | João Amorim        |
| 66 | Portogallo (bandiera)     | D     | João Meira         |
| 70 | Portogallo (bandiera)     | C     | Rafael Freitas     |
| 79 | Nigeria (bandiera)        | A     | Arome Idache       |
| 91 | Portogallo (bandiera)     | C     | Ricardo Valente    |
| 97 | Brasile (bandiera)        | D     | Brunão             |
|    | Costa d'Avorio (bandiera) | D     | Abdel Diarra       |
|    | Costa d'Avorio (bandiera) | C     | Emmanuel Dasse     |

### Rosa 2021-2022
Aggiornata al 21 novembre 2021.
| N. |                          | Ruolo | Calciatore             |
| -- | ------------------------ | ----- | ---------------------- |
| 5  | Portogallo (bandiera)    | D     | Tiago André            |
| 6  | Portogallo (bandiera)    | C     | Diogo Soares           |
| 7  | Nigeria (bandiera)       | A     | Adewale Sapara         |
| 8  | Portogallo (bandiera)    | C     | Jota                   |
| 10 | Portogallo (bandiera)    | C     | Paulo Machado          |
| 14 | Portogallo (bandiera)    | D     | Pedro Pinto            |
| 15 | Brasile (bandiera)       | D     | Rafael Furlan          |
| 16 | Germania (bandiera)      | C     | Anton Rücker           |
| 17 | Guinea-Bissau (bandiera) | A     | Jefferson Encada       |
| 18 | Brasile (bandiera)       | A     | Nenê                   |
| 21 | Portogallo (bandiera)    | D     | Edu Machado            |
| 22 | Burundi (bandiera)       | C     | Christophe Nduwarugira |
| 23 | Portogallo (bandiera)    | C     | Kiki Silva             |
| 24 | Georgia (bandiera)       | A     | Avto                   |

| N. |                       | Ruolo | Calciatore        |
| -- | --------------------- | ----- | ----------------- |
| 25 | Brasile (bandiera)    | C     | Lucas Lopes       |
| 27 | Portogallo (bandiera) | C     | Fabinho           |
| 29 | Portogallo (bandiera) | D     | João Pedro        |
| 30 | Portogallo (bandiera) | C     | Joca              |
| 42 | Brasile (bandiera)    | C     | Wallyson Mallmann |
| 43 | Brasile (bandiera)    | D     | Brendon Lucas     |
| 44 | Senegal (bandiera)    | D     | Moustapha Seck    |
| 50 | Brasile (bandiera)    | A     | Wendel            |
| 51 | Serbia (bandiera)     | P     | Igor Stefanović   |
| 81 | Portogallo (bandiera) | A     | Dinho             |
| 85 | Portogallo (bandiera) | D     | Ricardo Teixeira  |
| 87 | Portogallo (bandiera) | C     | Rodrigo Ferreira  |
| 94 | Algeria (bandiera)    | A     | Mouhamed Belkheir |
| 95 | Portogallo (bandiera) | P     | Tiago Silva       |

### Rosa 2020-2021
Aggiornata al 25 marzo 2021.
| N. |                          | Ruolo | Calciatore             |
| -- | ------------------------ | ----- | ---------------------- |
| 5  | Portogallo (bandiera)    | D     | Tiago André            |
| 6  | Portogallo (bandiera)    | C     | Diogo Soares           |
| 7  | Nigeria (bandiera)       | A     | Adewale Sapara         |
| 8  | Portogallo (bandiera)    | C     | Jota                   |
| 10 | Portogallo (bandiera)    | C     | Paulo Machado          |
| 14 | Portogallo (bandiera)    | D     | Pedro Pinto            |
| 15 | Brasile (bandiera)       | D     | Rafael Furlan          |
| 16 | Germania (bandiera)      | C     | Anton Rücker           |
| 17 | Guinea-Bissau (bandiera) | A     | Jefferson Encada       |
| 18 | Brasile (bandiera)       | A     | Nenê                   |
| 21 | Portogallo (bandiera)    | D     | Edu Machado            |
| 22 | Burundi (bandiera)       | C     | Christophe Nduwarugira |
| 23 | Portogallo (bandiera)    | C     | Kiki Silva             |
| 24 | Georgia (bandiera)       | A     | Avto                   |

| N. |                       | Ruolo | Calciatore        |
| -- | --------------------- | ----- | ----------------- |
| 25 | Brasile (bandiera)    | C     | Lucas Lopes       |
| 27 | Portogallo (bandiera) | C     | Bruno Monteiro    |
| 29 | Portogallo (bandiera) | D     | João Pedro        |
| 30 | Portogallo (bandiera) | C     | Joca              |
| 42 | Brasile (bandiera)    | C     | Wallyson Mallmann |
| 43 | Brasile (bandiera)    | D     | Brendon Lucas     |
| 44 | Senegal (bandiera)    | D     | Moustapha Seck    |
| 50 | Brasile (bandiera)    | A     | Wendel            |
| 51 | Serbia (bandiera)     | P     | Igor Stefanović   |
| 81 | Portogallo (bandiera) | A     | Dinho             |
| 85 | Portogallo (bandiera) | D     | Ricardo Teixeira  |
| 87 | Portogallo (bandiera) | C     | Rodrigo Ferreira  |
| 94 | Algeria (bandiera)    | A     | Mouhamed Belkheir |
| 95 | Portogallo (bandiera) | P     | Tiago Silva       |

## Palmarès

### Competizioni nazionali
- Coppa del Portogallo: 1

1960-1961
- Segunda Divisão: 2

1937-1938, 2002-2003 (Zona Nord)
- Segunda Liga: 1

2006-2007

### Altri piazzamenti
- Coppa del Portogallo:

Finalista: 2001-2002
Semifinalista: 1969-1970, 1990-1991
- Taça Ribeiro dos Reis:

Finalista: 1963-1964, 1967-1968
- Supercoppa di Portogallo:

Finalista: 2002
- Segunda Liga:

Terzo posto: 2005-2006, 2012-2013

## Statistiche e record

### Statistiche nelle competizioni UEFA
Tabella aggiornata alla fine della stagione 2018-2019.
| Competizione                  | Partecipazioni | G | V | N | P | RF | RS |
| ----------------------------- | -------------- | - | - | - | - | -- | -- |
| Coppa delle Coppe             | 1              | 6 | 2 | 2 | 2 | 11 | 11 |
| Coppa UEFA/UEFA Europa League | 1              | 4 | 2 | 1 | 1 | 7  | 8  |
| Coppa delle Fiere             | 2              | 4 | 0 | 3 | 1 | 2  | 5  |

## Curiosità
- Il Leixões detiene il record per la miglior rimonta in una gara di Coppa delle Coppe: nella stagione 1961/62, all'andata, il Leixões perse fuori casa per 6-2 contro La Chaux-de-Fonds. Nella gara di ritorno in casa il Leixões vinse 5-0, per un risultato finale di 7-6.